# Kike Tortosa
Enrique Tortosa García (Alcira, Valencia, Comunidad Valenciana, España, 13 de julio de 1983) es un exfutbolista español.

## Trayectoria
Formado en la cantera de la UD Alzira, en la temporada 2000-01 fichó por el Valencia CF. En la siguiente campaña volvió al juvenil alcireño y en la 2002-03 debutó en 3ª división con 19 años. El equipo benidormí se fijó en él y lo fichó tras el descenso de la UD Alzira a preferente. En su primera temporada en el Benidorm fue campeón de 3ª división y subió a 2ª B, donde estuvo dos años. 
en la que disputó solamente siete partidos y cuando estaba teniendo contuidad, sufrió la temida triada en la rodilla. 
En la campaña 2007-08 jugó sólo diez partidos, pero todos ellos de titular, sumando 900 minutos, aunque tuvo que pasar por el quirófano por problemas en una rodilla.
En la 2008-2009, aunque sin ser titular, llegó a disputar 19 encuentros, 16 de ellos de inicio (15 completos). Ya jugó 1.495 minutos y vio siete cartulinas amarillas.

La temporada 2009-10 fue la de la consolidación definitiva. Alejados los fantasmas de las lesiones, fue un fijo en las alineaciones tanto para Pepe Murcia, Julián Rubio como David Vidal. De 32 partidos que jugó, en 31 fue titular y sólo fue sustituido cuatro veces. Disputó 2.775 minutos en los que vio 9 tarjetas amarillas y 2 rojas.  

En la campaña 2010-11 se convirtió en el primero de los cuatro capitanes del Alba y jugó casi todos los minutos. El 17 de junio de 2011 anunció que no seguiría en el Albacete Balompié, club en el que ha estado cinco temporadas y ha sido uno de los jugadores más queridos por la afición. El 21 de junio de 2011 ficha por el C.D. Tenerife. El 13 de julio se desvincula del C.D. Tenerife por cuestiones personales.
Tras unos meses sin jugar, en el mercado de invierno es fichado por el Burgos C.F., equipo que descendió a 3ª. 
Bajar un año de categoría no le supuso dar un paso atrás ya que en el verano de 2012 ficha por el Deportivo Guadalajara de la liga Adelante.

## Clubes
| Club                            | País   | Año       |
| ------------------------------- | ------ | --------- |
| UD Alzira (cantera)             | España | ...-2000  |
| Valencia CF juvenil             | España | 2000-2001 |
| UD Alzira juvenil               | España | 2001-2002 |
| UD Alzira 3ª div.               | España | 2002-2003 |
| Benidorm CD Campeón 3ª div.     | España | 2003-2004 |
| Benidorm CD 2ª B                | España | 2004-2006 |
| Albacete Balompié Liga Adelante | España | 2006-2011 |
| C.D.Tenerife 2ª B               | España | 2011      |
| Burgos CF 2ª B                  | España | 2012      |
| CD Guadalajara Liga Adelante    | España | 2012-2013 |